# 职方司
职方司，兵部官署名称。《周礼·夏官·大司马》有职方，管理天下地图和四方职贡。

## 歷史沿革
西魏始置职方，隶属夏官府。隋朝改为职方司，为兵部四司之二，设职方侍郎、职方员外郎各一员。大业三年（607年），正副官员改为职方郎、职方承务郎。唐朝武德三年（620年）恢复职方郎中、职方员外郎的旧名。职方郎中从五品上，职方员外郎从六品上。管理全国地图、城隍、镇戍、堡寨、烽堠和征防路途远近。龙朔二年（662年）改为司城司，正副官员改为司城大夫、司城员外郎。咸亨元年（670年），恢复职方司的旧名。五代十国沿置，北宋初年，设判职方事一员，以无职事朝官担任，掌受诸州闰年图和图经。职方郎中为五品寄禄官，职方员外郎为六品寄禄官。元丰改制设职方郎中从六品、职方员外郎正七品，管理地图、城隍、堡寨烽堠和四方海外归朝内附。後或兼领库部司事务，或由兵部郎官兼任。金朝、元朝兵部不分司。
明朝洪武十三年（1380年）设职方部，设职方郎中正五品、职方员外郎从五品，洪武二十九年（1396年）改为职方清吏司。管理舆图、军制、城隍、镇戍、简练、征讨，三年一报地图，以听候调遣之令；检阅修浚城池，增设镇戍将校，设兵屯驻；巡视操练，请命将出师，记功过赏罚，和关津、缉捕、整顿军伍。设郎中一人，员外郎一人，主事二人，1445年—1581年，增设郎中一人。南京兵部亦设。清朝顺治元年（1644年），沿置职方清吏司，设郎中七人，满洲五人，汉族二人；员外郎五人，满洲二人，蒙古一人，汉族二人。另掌管关禁、海禁。下设承发、督漕、关引等科，直隶、两广等甲，分别办理各项事宜。光绪三十二年（1906年），兵部改为陆军部，职方清吏司裁撤。